# Toktarali Tanżaryk
Toktarali Tanżaryk (kaz. Тоқтарәлі Таңжарық) (ur. 1982 w Chinach) – kazachski poeta, tłumacz.

## Życiorys
Urodził się w Chinach w okręgu kazachskim Künes. Mieszka w Kazachstanie, we wsi Taldy-Bulak. Po krwawej rozprawie policji ze strajkującymi pracownikami w Żanaözen i Szetpe w grudniu 2011 roku napisał i zaprezentował publicznie wiersz potępiający tą akcję Przekleństwo. Swoje wiersze zamieszczał w czasopismach oraz  w Internecie na portalach literackich i społecznościach. Był redaktorem pism „Дала мен Қала”, „Қазақ Әдебиеті”, a w 2024 roku „Түркістан”.
W 2016 roku w związku z planowanymi protestami został zatrzymany (razem z kilkoma przedstawicielami kazachskich mediów) co spotkało się ze sprzeciwem OBWE.

## Twórczość
- Түн парақтары (Tün paraqtarı) 2008[4]

W języku polskim:
- Stronice nocy tłum. Henryk Jankowski

## Nagrody
- 2014: finalista Europejski Poeta Wolności za Stronice nocy tłum. Henryk Jankowski